# Turbicellepora hirsuta
Turbicellepora hirsuta is een mosdiertjessoort uit de familie van de Celleporidae. De wetenschappelijke naam van de soort is voor het eerst geldig gepubliceerd in 1907 door Calvet.